# バルトリン腺
バルトリン腺（バルトリンせん、英: Bartholin's gland）は、大前庭腺とも呼ばれ、女性の膣口の左右に一対存在する分泌腺である。粘液（バルトリン腺液）を分泌し、膣分泌液と混ざり、性交時の潤滑さを促進する。
バルトリン腺は、男性のカウパー腺に相当する。バルトリン腺の袋は会陰の比較的浅いところに存在する。対して、カウパー腺の袋はそれよりも深い位置に存在する。
この腺の存在について最初に記述されたのは17世紀で、デンマークの解剖学者カスパー・バルトリン(1655 - 1738)による。いくつかの情報源において同姓同名の彼の祖父であり神学者で解剖学者のカスパー・バルトリン(1585 - 1629)が発見したと誤って記述されている。
バルトリン腺嚢胞（のうほう）は、バルトリン腺が塞がれたときに形成され、嚢胞は成長して大きくなる。さらに、もし感染症が始まったら、バルトリン腺膿瘍（のうよう）になる。